# Тевриски

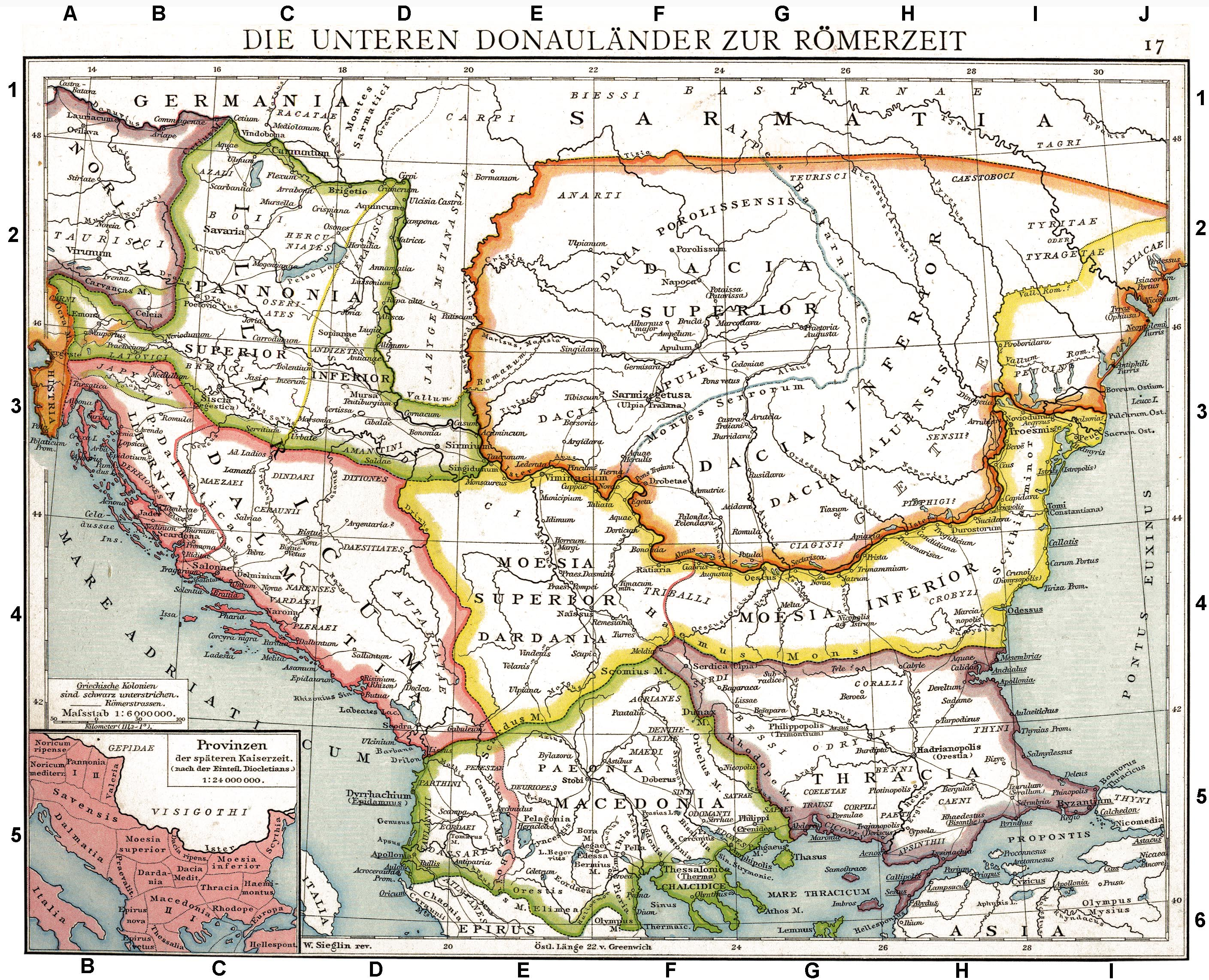
Тевриски (Taurisci) на карті північно-західних провінцій Риму

Тевриски (лат. Taurisci) — кельтське плем'я, яке складалось з кількох родів, які жили на півночі сьогоднішньої Словенії (Крайна) до приходу римлян (бл. 200 р. до н. е.). До них також належав народ «амбісонтів» (лат. Ambisonti)[джерело?]. За словами Плінія Старшого, ці люди також відомі як норики (лат. Norici).
Згідно з «Повістю врем'яних літ» від XII століття нашої ери:

|  | ... Після поділу народів взяли сини Сима східні країни, а сини Хама - південні країни, Яфетові ж взяли захід і північні країни. Від цих же сімдесяти і двох мова виникла і народ слов'янський, від племені Яфета - так звані норики, які і є суть слов'яни. |

Відповідно до Плінія Старшого близько 350 року до н. е. після перетину річки Дунай (гирла Чорного моря) тевриски (норики) з Галлії мігрували на північ «Norian»: сучасна Східна Баварія, північна частина провінції Зальцбургу Австрії.
Припускалося, що в 218—201 рр. до н. е. тевриски (норики) мігрували за Карпатські гори, до регіону річок Дністер, Буг, Прут у басейн Чорного моря (див. «таври», «тиверці»).
Маючи ж походження як кельто-лігурійське теврини (Taurini), тевриски зупинилися на верхній річці Сава після їх поразки в битві Теламон в 225 р. до н. е.. Слідом за бойї вони мігрували в Північну Італію та Адріатичне узбережжя. Грецьким літописцем Полібієм (бл. 203—120 до н. е.) згадується видобуток теврисками золота в області Аквілеї.
Перший контакт між народами Норику з теврисками відбувся в 183 році до нашої ери, коли це плем'я з'явилися в районі, де два роки по тому влаштовано римську колонію Аквілєї, з будуванням свого Опідуму. Римляни, які вбачали в цьому акт втручання в політику на римських теренах Падани, тому посилали консула Маркус Клавдій Марцелл з легіоном, щоб вигнати їх. Тевриски теж відрядили послів, і цей акт вважався ознакою дружби, що визначило наступні відносини добросусідства (взаємне розміщення) між народами.
У 178 р. до н. е. тевриски надали забезпечення римлянам союзницьким контингентом у 3000 воїнів на Істрії проти япідів та лібурнів. Хоча в той час деякі з них (біля Врхники) воювали в 129 р. до н. е. з консулом Гаєм Семпронієм Тудітаном та племенем карнів, що відображено на Тріумфальній арці.
З військами Римської республіки вони зазнали поразки від вторгнення німецьких кімврів (Cimbri) і тевтонів в битві в Нореї в 113—112 р. до н. е..
Тавриски знову стали перед проблемою пошуку землі, де вони могли б оселитися назавжди через загрозу німецьких племен. Гай Марій не міг отримати перемогу для усунення проблеми і в 102—101 роки до н. е..
Близько 60 року до н. е. були представлені поряд з теврисками їх союзники кельтські бойї, цар даків Беребіста, про що свідчить і Страбон. Кінцевим результатом стало те, що деякі з племені теврисків мігрували на схід Європи, до західних кордонів царства Беребісти, у долину річки Тиси до басейну Чорного моря (див. «таври», «тиверці»); у той же час частина бойїв мігрували до Богемії (на північ Чехії), а інша частина племені — на південь міста Норика (Ноймаркт), а потім на землі гельветів.
У 16 р. до н. е. вторглися в Істрію деякі племена Паннонії і Норіку теврисками, чим створили передумови для анексії південного Норіку на чолі з Публієм Сілієм Нервою. Він узяв так вся область навколо Цельє і Каринтії, де були знайдені півтора століття раніше копалини золоті.
Гай Веллей Патеркул свідчив під час кампанії Тіберія 6 року н. е. проти маркоманів з їх вождем Марободом, в похідному таборі Карнунту (де був розміщений 4 римський легіон), на кордоні з сусіднім «Regnum Норік», до правління Клавдія. Близько 50 року н. е. північна частина Норіку була остаточно приєднана до складу Римської імперії: імперські кордони «лімес» включали всю територію на північ від Альп й береги річки Дунай народу теврисків.
Особистість теврисків і нориків ще не остаточно встановлено: за словами угорського історика Ґеза Алфелді, норики були одним плем'ям федерації теврисків, у той час визначено нориків як кельтів (нім. Reallexikon der Germanischen Altertumskunde), що частина яких оселилася в Regnum Noricum, що в сучасній Каринтії, тевриски стали південно-східним сусідом для інших. Інші тевриски оселилися в регіоні Паннонія на південному-сході Крайни, на південному заході жили япіди, іллірійські племена, і карни, племена адріатичних венетів.

## Антропологічний тип
Антропологами виділявся антропологічний тип названий як «субадріатичний» або «норійський», «норікський» (В. Лебцельтер, Карлтон Кун, Річард Макалох), утворений від назви державного утворення теврисків «Норік». Назву «норійського» (нім. Norische) першим подав німецький антрополог В. Лебцельтер.